# Marcelo Benevenuto
Marcelo da Conceição Benevenuto Malaquias, meglio noto come Marcelo Benevenuto (Resende, 7 gennaio 1996), è un calciatore brasiliano, difensore del Criciúma in prestito dal Fortaleza.

## Palmarès

### Club

#### Competizioni statali
- Campionato Carioca: 1

Botafogo: 2018
- Campionato Cearense: 3

Fortaleza: 2021, 2022, 2023

#### Competizioni regionali
- Copa do Nordeste: 1

Fortaleza: 2022